# Nikola Nikezić
Nikola Nikezić (13 de junho de 1981) é um futebolista profissional montenegrino que atua como atacante.

## Carreira
Nikola Nikezić representou a Seleção Servo-Montenegrina de Futebol nas Olimpíadas de 2004.